# Just Dance
„Just Dance” este discul single de debut al cântăreței americane Lady Gaga, realizat în colaborare cu Colby O'Donis. Piesa produsă de RedOne și compusă de RedOne, Gaga și Akon a fost lansată în 2008 ca primul disc single extras de pe albumul de debut al solistei, The Fame. „Just Dance” a fost scris de Gaga în 10 minute, ea considerând-o una „veselă”. Piesa conține influențe R&B, în timp ce versurile vorbesc despre cum este să te simți amețit, într-un club, în timpul unei petreceri.
Cântecul a primit recenzii pozitive din partea criticilor de specialitate, aceștia apreciind faptul că piesa sună a imn de club și synthpop-ul asociat cu aceasta. „Just Dance” a ocupat primele poziții ale clasamentelor din Statele Unite, Australia, Canada, Irlanda, Olanda și Regatul Unit, devenind, de asemenea, un șlagăr de top 10 în numeroase țări. Piesa a petrecut aproximativ cinci luni în clasamentul Billboard Hot 100 înainte să ajungă pe prima poziție în ianuarie 2009, după lansarea sa din aprilie 2008. Este, de asemenea, unul dintre cele mai bine vândute discuri single din istorie, cu aproape 10 milioane de exemplare vândute.
Videoclipul piesei o prezintă pe cântăreață în timpul unei petreceri unde, în timp ce își interpretează cântecul, îi convinge pe ceilalți să danseze. Gaga a comparat experiența filmării videoclipului cu cea de pe un platou al unui film de Martin Scorsese. „Just Dance” a fost interpretat de Gaga în numeroase apariții live, inclusiv în primul ei turneu de concerte, The Fame Ball Tour. În 2009, piesa a primit o nominalizare Grammy la categoria „Cea mai bună înregistrare dance”, însă a pierdut în fața duo-ului francez de muzică electronică Daft Punk cu piesa „Harder, Better, Faster, Stronger”.

## Informații generale

Lady Gaga interpretând „Just Dance” în timpul turneului The Monster Ball Tour.

„Just Dance” a fost compus de Gaga și Akon împreună cu RedOne, care s-a ocupat și de producție. Într-un interviu pentru revista Heat, cântăreața a explicat sursa de inspirație din spatele cântecului: „Eram foarte mahmură. Am compus piesa în 10 minute cu [producătorul] RedOne. Și era prima oară când mă aflam într-un studio din Hollywood. Cu camere imense, foarte curate, cu difuzoare gigantice”. Solista a scris „Just Dance” în luna ianuarie a anului 2008 și, potrivit ei, a fost „o muncă grea în care mulți oameni nu credeau la început”. Mai târziu, interpreta a reflectat cu privire la melodie, spunând:
„Acea piesă mi-a salvat viața. Eram într-un spațiu așa întunecat în New York. Eram foarte necăjită, tot timpul într-un bar. Mi-am luat un bilet de avion către LA ca să fac muzică și mi-am dat o singură șansă să scriu cântecul care avea să-mi schimbe viața, și a făcut-o. Nu m-am mai întors niciodată. Mi-am părăsit partenerul, apartamentul. Nu am mai trecut pe acolo. Mama mea s-a dus și a eliberat-o pentru mine.”
Într-un interviu pentru Contactmusic.com, Gaga a explicat că „Just Dance” este un cântec vesel pe care oamenii care trec prin situații dificile îl vor aprecia. Solista a explicat mai târziu pentru Artistdirect că și-a dorit să scrie un cântec frumos. Atunci când a fost întrebată de ce piesa a devenit atât de populară, cântăreața a spus: „M-am gândit că toată lumea caută un cântec care vorbește către bucuria din sufletele și inimile noastre și pe care să ne simțim bine. Este una dintre acele piese. Chiar te simți foarte bine când o asculți, și te face să te simți bine și în interior. E simplu. Nu cred că lucrurile sunt așa de complicate când vine vorba de inimă. Cred că-i un cântec pentru inimă”. În martie 2010, cântecul a fost lansat drept conținut descărcabil pentru seria de jocuri video muzicale Rock Band, alături de „Poker Face”, „Monster” și „Bad Romance” ca parte al „Lady Gaga Pack 01”.

## Structura muzicală și versurile
„Just Dance” este un cântec dance-pop și synthpop cu un tempo rapid. Piesa combină sintetizatoarele cu beat-urile puternice, se avântă în muzica electronică și conține beat-uri R&B moderate. Cântecul este compus în tonalitatea Do diez minor cu un tempo dance moderat de 119 bătăi pe minut. Vocea lui Gaga variază de la Sol diez3 până la înalta notă Do diez5. „Just Dance” începe cu un tempo rapid urmat de sintetizatoare și Gaga rostind „RedOne”. Piesa are o progresie de acorduri simplă de Do♯m–Mi–Si-Fa♯m. Colby O'Donis cântă versul său cu același registru ca al solistei, urmat de un vers intermediar cu influențe R&B interpretat de Gaga. Cântecul se încheie cu un ecou al cuvântului „dance”.
Din punct de vedere al versurilor, „Just Dance” vorbește despre cum este să te simți amețit în club din cauza alcoolului, cu versuri precum „What's going on on the floor? / I love this record, baby but I can't see straight anymore„ (ro.: „Ce se întâmplă pe ring?/ Iubesc piesa asta dragule, dar nu mai pot să văd limpede”). Primul vers, „A Red One” a fost deseori interpretat greșit ca „red wine” (ro.: „vin roșu”) , dar în realitate face referire la producătorul RedOne.

## Recepția criticilor
Matthew Chisling de la AllMusic a descris „Just Dance” ca fiind „o piesă dance puternică cu beat-uri produse într-un mod contagios”. Alexis Petridis de la ziarul The Guardian a numit cântecul „o poveste fascinantă despre o tipă albă amețită de la droguri, cu o combinație de beat-uri puternice mărșăluiești, muzică electronică și o ușoară infuzie de R&B care aduce puțin aminte de «Maneater» a lui Nelly Furtado”. Ben Norman de la About.com a spus că: „Dacă nu cunoști această piesă, folosește-ți browser-ul. Nu-mi voi pierde timp să explic cum sună”. Cu toate acestea, el a considerat că „Just Dance” nu este un cântec inovator, comparându-l cu muzica lui Chris Brown, Rihanna și The Pussycat Dolls. Bill Lamb de la aceeași publicație a numit piesa ca fiind moale, dar în același timp destul de atrăgătoare pentru ca Gaga să fie observată de mass-media. El a adăugat, de asemenea, că „Just Dance are o energie puternică iar vocea lui Lady GaGa este surprinzătoare, dar în cele din urmă, este o piesă dance-pop destul de drăguță”. Vocea lină a lui O'Donis a fost, de asemenea, complimentată.
Evan Sawdey de la PopMatters a spus că „Just Dance” este un single care atrage instantaneu și un excelent indicator al conținutului albumului The Fame. Ben Hogwood de la musicOMH a lăudat cântecul, spunând că: „Nu vom mai avea alte cântece de petrecere captivante care să ocupe primul loc anul acesta în afară de «Just Dance», o bijuterie șlefuită să se adăpostească în capul tău pentru următoarele săptămâni”. Freedom lu Lac de la ziarul The Washington Post a descris piesa ca fiind „un cântec synth-pop lipsit de sens și irațional care se potrivește cu cluburile dance de calitate inferioară, alături de vocea înghețată și aproape demoralizată a lui GaGa despre fericirea dansului”. În timpul unei recenzii pentru turneul The Fame Ball Tour, Lynn Saxberg de la Ottawa Citizen a considerat „Just Dance” un imn de club perfect. Talia Kranes de la BBC a numit piesa irezistibilă, opinând că „acest cântec atrăgător îi va asigura cu siguranță [cântăreței] un loc în lista idolilor pop”.

## Performanța în clasamentele muzicale

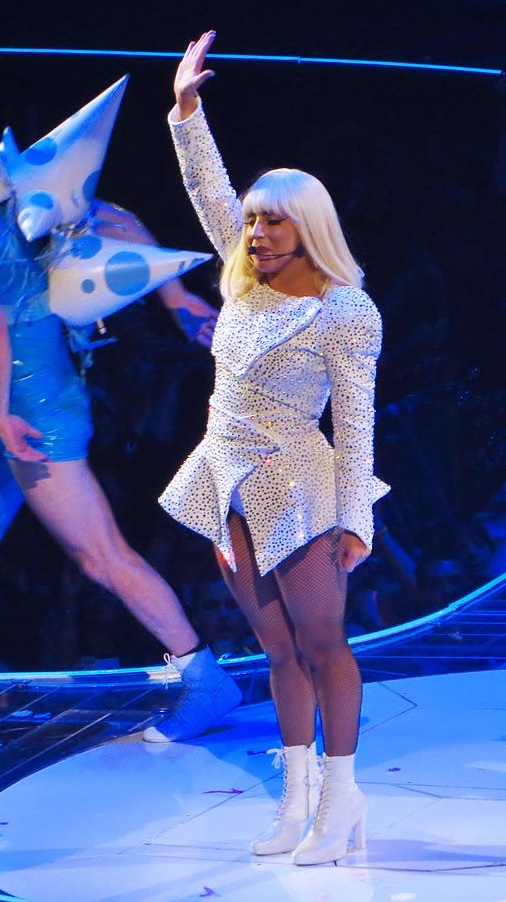
Gaga cântând „Just Dance” în turneul ArtRave: The Artpop Ball (2014).

În Statele Unite, „Just Dance” a fost inițial un hit de club, ocupând locul doi în clasamentele Hot Dance Airplay și Hot Dance Club Play în vara anului 2008. Cântecul a debutat în clasamentul Billboard Hot 100 pe locul 76 la 16 august 2008. După cinci luni, piesa a ajuns treptat pe locul doi, în urma celor 419.000 de descărcări digitale la 10 ianuarie 2009. În următoarea săptămână, cântecul a ocupat prima poziție a topului Hot 100. Single-ul a avut nevoie de 22 de săptămâni pentru a ajunge pe locul întâi, aceasta fiind cea mai lungă ascensiune de la piesa „With Arms Wide Open” a formației Creed, single care a avut nevoie de 27 de săptămâni pentru a se clasa în fruntea clasamentului în noiembrie 2000. „Just Dance” a ocupat, de asemenea, prima poziție a topului Mainstream Top 40, devenind primul single al solistei care să obțină această performanță. Cântecul a ocupat un total de 49 de săptămâni în clasamentul Hot 100, iar pe 29 mai 2015, acesta a primit o certificare cu octuplu disc de platină din partea Recording Industry Association of America (RIAA) pentru vânzarea a opt milioane de exemplare. „Just Dance” a fost cea de-a doua piesă care să obțină șase milioane de descărcări digitale, urmată de „I Gotta Feeling” al formației Black Eyed Peas. Până în februarie 2018, cântecul s-a vândut în 7,2 milioane de copii digitale în Statele Unite. În Canada, piesa a debutat pe locul 97 în clasamentul Canadian Hot 100 pe 7 iunie 2008 Cântecul a ajuns pe locul unu la 23 august 2008, fiind prezent în top timp de cinci săptămâni consecutive. „Just Dance” a fost certificat cu sextuplu disc de platină de către Canadian Recording Industry Association (CRIA) în iunie 2009 pentru vânzarea a 240.000 de exemplare digitale.
Piesa a debutat pe locul 34 în ARIA Singles Chart pe 21 iulie 2008, urcând către locul 17 în următoarea săptămână. La 15 septembrie 2008, cântecul a ocupat poziția de top a clasamentului. „Just Dance” a primit o certificare cu triplu disc de platină din partea Australian Recording Industry Association (ARIA) pentru vânzarea a 210.000 de copii. A fost single-ul cu cele mai multe săptămâni în top 100, cu un total de 81 de săptămâni acumulate. Cântecul a debutat pe locul 19 în clasamentul din Noua Zeelandă, locul trei fiind poziția sa maximă. Mai târziu, acesta a fost certificat cu disc de platină de către Recording Industry Association of New Zealand (RIANZ) pentru expedierea a 15.000 de exemplare.
În Regatul Unit, „Just Dance” a debutat pe locul trei în UK Singles Chart, la 4 ianuarie 2009. În următoarea săptămână, piesa a urcat către primul loc, având vânzări de 65.764 de copii. Single-ul și-a menținut poziția timp de trei săptămâni. Într-un interviu pentru Daily Mail, Gaga și-a explicat sentimentele sale cu privire la performanța ei în Regatul Unit, spunând că: „Am visat multă vreme să am un hit în Regatul Unit – fanii mei sunt atât de sexy, iar oamenii sunt atât de inovativi și liberi în modul în care se gândesc la cultura pop și la muzică. Eram în apartamentul meu din Los Angeles, pregătindu-mă să mă duc la repetiții de dans, iar atunci când m-au sunat și mi-au spus vestea, pur și simplu am început să plâng”. Potrivit British Phonographic Industry (BPI), cântecul a primit o certificare cu disc de platină pentru vânzarea a peste un milion de exemplare în Regatul Unit bazate pe streaming. Până în ianuarie 2017, single-ul a fost redat de 6.3 milioane de ori cu ajutorul serviciilor de streaming, iar 961.000 de copii au fost vândute până în septembrie 2017. În Irlanda, single-ul a debutat pe locul 11 iar săptămâna următoare, a urcat în fruntea clasamentului. Piesa a ocupat, de asemenea, prima poziție a Dutch Top 40 la 28 februarie 2009. În Europa, „Just Dance” a devenit un șlagăr de top 10 în Austria, Danemarca, Elveția, Finlanda, Germania, Norvegia, România și Suedia, în timp ce în Belgia (Flandra și Valonia) și Franța, cântecul s-a clasat în top 20. Piesa s-a vândut în peste 10 milioane de exemplare digitale în întreaga lume.

## Videoclipul
Lansat în mai 2008, videoclipul regizat de Melina Matsoukas a fost bazat pe conținutul tematic al cântecului, o petrecere. Videoclipul începe cu Gaga, sosind la o petrecere care pare că s-a încheiat alături de dansatoarele ei. Una dintre ele pornește casetofonul Discolite, muzica auzindu-se în întreaga casă. Mulțimea de la petrecere care pare că doarme este trezită de muzică. Toată lumea începe să danseze, iar scenele intercalate o prezintă pe Gaga dansând într-un poncho ținând în mână un glob de discotecă sau stând într-o piscină de cauciuc, călărind o balenă ucigașă umflată de jucărie. Cântăreața poartă un autocolant albastru în formă de fulger sub ochiul drept, acesta fiind un omagiu către coperta albumului lui David Bowie, Aladdin Sane. O'Donis apare în videoclip înconjurat de mai multe fete în timpul versului său. Akon și Space Cowboy fac apariții scurte în clip. MTV a numit videoclipul o odă către „Me Decade”. În timpul unui interviu pentru o stație radio din Australia, în septembrie 2008, Gaga a spus că „întregul videoclip este o artă performativă despre cum e să fi beat la o petrecere”. Întrebată despre experiența filmării videoclipului, solista a explicat că,
„Oh, a fost atât de distractiv, a fost uimitor. M-am simțit ca și cum aș fi pe platourile de filmare ale lui Martin Scorsese. Am avut un buget redus foarte mult timp, iar acest videoclip incredibil de uimitor a fost, într-adevăr, foarte umilitor. A fost foarte distractiv, dar dacă veți vedea vreodată o zi de pe platourile de filmare ale unui videoclip de-al meu – veți vedea că sunt foarte retrasă la aceste lucruri, nu vorbesc cu toată lumea. Nu sunt o petrecăreață care se prostește. Poate par o divă. Însă sunt oarecum cu mine însumi, în spațiul meu de lucru, îngrijorându-mă în legătură cu costumele, dacă figuranții arată bine, plasarea. Nu prea conduc lucrurile, știi. Acel videoclip a fost o viziune a mea. Melina a fost regizoarea care a vrut să facă ceva care să aibă aspect de artă performance, care era pop însă și comercial, un fel de stil de viață. A fost despre toate aceste lucruri pe care le iubesc.”

## Interpretări live
În iulie, Gaga a interpretat cântecul pentru prima dată la proba de costume de baie din cadrul Miss Universe 2008 în Vietnam. Mai târziu, aceasta a cântat piesa în numeroase emisiuni din Statele Unite. Solista a apărut la Jimmy Kimmel Live!, The Tonight Show with Jay Leno, So You Think You Can Dance, și The Ellen DeGeneres Show. În Australia, Gaga a cântat „Just Dance” la emisiunea Sunrise, interpretare care a fost criticată pentru playback. Cântăreața a negat această acuzație, spunând mai târziu că „M-am simțit rău în ziua spectacolului, dar absolut, 100%, am cântat live. [...] Nu am făcut playback niciodată și nu voi face asta niciodată. Chiar și în cea mai rea zi, nu voi face playback”. În Regatul Unit, solista a cântat piesa la emisiunea GMTV.

Lady Gaga cântând „Just Dance” în varianta reeditată a turneului The Monster Ball.

„Just Dance” a fost adăugat în lista pieselor pentru primul turneu de concerte a lui Gaga, The Fame Ball Tour. Cântecul a fost interpretat înainte de bis. Pe măsură ce versiunea acustică a single-ului „Poker Face” s-a încheiat, Gaga a ieșit de pe scenă iar un antract video intitulat „The Face” a început să povestească despre alter-ego-ul solistei, Candy Warhol. Cântăreața a apărut pe scenă purtând o rochie tutu cu vârfuri ascuțite și un peplum. Dansatorii ei au purtat pantofi Steven Sprouse realizați de Louis Vuitton  și o pereche de pantaloni care se potrivesc cu pantofii lui Gaga. Videoclipul de pe fundal a prezentat lumini disco și pe solistă, purtând ochelarii de soare video și afișând mesajul „Pop Music Will Never Be Low Brow” (ro.: „Muzica pop nu va fi niciodată de prost gust”). Un remix al intro-ului piesei „Just Dance” a început, iar solista a apărut pe scenă dansând coregrafia și cântând melodia.
Single-ul a fost, de asemenea, inclus în lista cântecelor din cadrul turneului The Monster Ball Tour. Pentru spectacolele din anul 2009, „Just Dance” a fost cel de-al doilea cântec interpretat. În urma lui „Dance in the Dark”, melodia de deschidere, Gaga a apărut pe scenă alături de o claviatură portabilă încrustată cu diamante, cântând „Just Dance” dinăuntrul unui cub alb. Artista a ieșit prin partea de sus, stând pe o platformă alături de claviatură. Pentru spectacolele reorganizate din 2010-2011, Gaga a purtat un costum futuristic strălucitor și a început interpretarea cântând la clapele unei claviaturi ascunse înăuntrul unui Rolls Royce. În mai 2011, solista a interpretat „Just Dance” la festivalul Radio 1's Big Weekend din Carlisle, Cumbria.
„Just Dance” a fost inclus în cel de-al treilea turneu mondial de concerte din 2012, Born This Way Ball, acolo unde Gaga a interpretat piesa pe pasarela scenei extinse, încurajând fanii să cânte și să danseze. Emily Zemler de la revista The Hollywood Reporter a observat că „Pe lângă toate celelalte discursuri preconcepute, aceste momente au rezonat profund cu membrii audienței, mulți dintre ei fiind costumați în stilul artistei pentru a-i aduce un omagiu”. Pentru turneul ArtRave: The Artpop Ball din 2014, Gaga a combinat „Just Dance” cu elemente scurte din „Poker Face” și „Telephone”. Melissa Ruggieri de la ziarul The Atlanta Journal-Constitution s-a declarat impresionată de vocea cântăreței, complimentând modul în care a interpretat „melodii vechi” în stilul personal.
La 5 februarie 2017, artista a cântat melodia la spectacolul din pauza meciului de fotbal Super Bowl LI. Aceasta a purtat o jachetă din țepi aurii și a cântat la o claviatură, în timp ce unul dintre dansatorii i-a ținut microfonul. Mai târziu în același an, Gaga a adăugat single-ul în lista pieselor pentru festivalul Coachella Valley Music and Arts, precum și în turneul Joanne World Tour (2017-2018). Pentru turneu, solista a purtat un costum albastru cu umeri falși și încrustat cu perle, precum și o pereche de cizme înalte în timpul interpretării piesei „Just Dance”. „Just Dance” a fost melodia de deschidere pentru spectacolul rezidențial Lady Gaga Enigma (2018–2019) organizat în Las Vegas. Artista a coborât din tavanul teatrului, agățată de un ham, purtând un costum mulat cu paiete și cântând la o claviatură.

## Ordinea pieselor pe disc și formate
| - CD single distribuit în Statele Unite și Japonia 1. „Just Dance” – 4:02 2. „Just Dance” (Harry «Choo Choo» Romero's Bambossa Main Mix) – 7:12 3. „Just Dance” (Richard Vission Remix) – 6:13 4. „Just Dance” (Trevor Simpson Remix) – 7:20 - CD Single distribuit în Australia și Germania 1. „Just Dance” – 4:02 2. „Just Dance” (Trevor Simpson Remix) – 7:21 - CD maxi single distribuit în Germania 1. „Just Dance” – 4:02 2. „Just Dance” (Harry «Choo Choo» Romero's Bambossa Main Mix) – 7:14 3. „Just Dance” (Versiunea instrumentală) – 4:00 4. „Just Dance” (Videoclip) – 4:10 - CD maxi single distribuit în Franța 1. „Just Dance” – 4:02 2. „Just Dance” (Glam As You Radio Mix By Guéna LG) – 3:39 3. „Just Dance” (Glam As You Club Mix By Guéna LG) – 6:25 | - EP Remix distribuit pe iTunes în Statele Unite 1. „Just Dance” – 4:02 2. „Just Dance” (Harry «Choo Choo» Romero's Bambossa Main Mix) – 7:12 3. „Just Dance” (Richard Vission Remix) – 6:13 4. „Just Dance” (Trevor Simpson Remix) – 7:20 - EP Remix Pt.2 distribuit pe iTunes în Statele Unite 1. „Just Dance” (RedOne Remix) [feat. Kardinal Offishall] – 4:18 2. „Just Dance” (Space Cowboy Remix) [feat. Colby O'Donis] – 5:01 3. „Just Dance” (Robots To Mars Remix) – 4:37 4. „Just Dance” (Tony Arzadon Remix) [feat. Colby O'Donis] – 6:24 - EP distribuit în Regatul Unit 1. „Just Dance” – 4:02 2. „Just Dance” (Remix) [featuring Kardinal Offishall] – 4:18 3. „Just Dance” (Glam As You Mix By Guéna LG) – 6:25 4. „Just Dance” (Videoclip) – 4:06 - Vinil 7" distribuit în Regatul Unit 1. „Just Dance” (Versiune principală) – 4:04 2. „Just Dance” (Harry «Choo Choo» Romero's Bambossa Main Mix) – 7:12 |

## Acreditări și persoanl
Acreditări adaptate de pe broșura albumului The Fame.
- Lady Gaga – voce principală, textier, voce de fundal
- RedOne – textier, producător, voce de fundal, instrumente, programare, înregistrare la Record Plant Studios, Hollywood, Los Angeles, California
- Akon – textier, voce de fundal
- Colby O'Donis – voce principală suplimentară, voce de fundal
- Dave Russel – inginer de sunet
- Robert Orton – mixare audio
- Gene Grimaldi – masterizare audio la Oasis Mastering, Burbank, California

## Prezența în clasamente
| Țară (clasament)                                        | Poziția maximă | Referință |
| 2008–2009                                               | 2008–2009      | 2008–2009 |
| ------------------------------------------------------- | -------------- | --------- |
| Australia (ARIA)                                        | 1              | [ 32 ]    |
| Austria (Ö3 Austria)                                    | 8              | [ 83 ]    |
| Belgia (Ultratop 50 Flandra)                            | 13             | [ 45 ]    |
| Belgia (Ultratop 50 Valonia)                            | 15             | [ 84 ]    |
| Canada (Canadian Hot 100)                               | 1              | [ 30 ]    |
| Canada (CHR/Top 40)                                     | 1              | [ 85 ]    |
| Canada (Hot AC)                                         | 2              | [ 86 ]    |
| Cehia (Rádio Top 100)                                   | 5              | [ 87 ]    |
| Danemarca (Tracklist)                                   | 6              | [ 88 ]    |
| Elveția (Swiss Hitparade)                               | 8              | [ 89 ]    |
| Europa (European Hot 100 Singles)                       | 1              | [ 90 ]    |
| Finlanda (Suomen virallinen lista)                      | 7              | [ 91 ]    |
| Franța (SNEP)                                           | 14             | [ 92 ]    |
| Germania (Official German Charts)                       | 10             | [ 93 ]    |
| Irlanda (IRMA)                                          | 1              | [ 43 ]    |
| Israel (Media Forest)                                   | 10             | [ 94 ]    |
| Japonia (Japan Hot 100)                                 | 2              | [ 95 ]    |
| Norvegia (VG-lista)                                     | 3              | [ 96 ]    |
| Noua Zeelandă (RMNZ)                                    | 3              | [ 34 ]    |
| Olanda (Dutch Top 40)                                   | 1              | [ 44 ]    |
| Olanda (Single Top 100)                                 | 4              | [ 97 ]    |
| Regatul Unit (OCC)                                      | 1              | [ 37 ]    |
| România (Romanian Top 100)                              | 2              | [ 98 ]    |
| Rusia (Tophit)                                          | 9              | [ 99 ]    |
| Scoția (OCC)                                            | 2              | [ 100 ]   |
| Slovacia (Rádio Top 100)                                | 10             | [ 101 ]   |
| Spania (PROMUSICAE)                                     | 3              | [ 102 ]   |
| Suedia (Sverigetopplistan)                              | 3              | [ 103 ]   |
| Statele Unite ale Americii (Billboard Hot 100)          | 1              | [ 104 ]   |
| Statele Unite ale Americii (Adult Contemporary)         | 28             | [ 105 ]   |
| Statele Unite ale Americii (Dance Club Songs)           | 2              | [ 20 ]    |
| Statele Unite ale Americii (Mainstream Top 40)          | 1              | [ 23 ]    |
| Statele Unite ale Americii (Hot R&B/Hip-Hop Songs)      | 72             | [ 106 ]   |
| Statele Unite ale Americii (Rhytmic)                    | 3              | [ 107 ]   |
| Ungaria (Single Top 40)                                 | 5              | [ 108 ]   |
| 2017                                                    |                |           |
| Statele Unite ale Americii (Hot Dance/Electronic Songs) | 11             | [ 109 ]   |
| 2018                                                    |                |           |
| Polonia (Polish Airplay Top 100)                        | 88             | [ 110 ]   |

| Țară (clasament)                                        | Poziția maximă | Referință |
| 2008                                                    | 2008           | 2008      |
| ------------------------------------------------------- | -------------- | --------- |
| Australia (ARIA)                                        | 7              | [ 111 ]   |
| Canada (Canadian Hot 10)                                | 6              | [ 112 ]   |
| Franța (SNEP)                                           | 73             | [ 113 ]   |
| Noua Zeelandă (RMNZ)                                    | 12             | [ 114 ]   |
| Suedia (Sverigetopplistan)                              | 15             | [ 115 ]   |
| 2009                                                    |                |           |
| Australia (ARIA)                                        | 70             | [ 116 ]   |
| Austria (Ö3 Austria)                                    | 38             | [ 117 ]   |
| Belgia (Ultratop 50 Flandra)                            | 42             | [ 118 ]   |
| Belgia (Ultratop 50 Valonia)                            | 21             | [ 119 ]   |
| Canada (Canadian Hot 100)                               | 42             | [ 120 ]   |
| Danemarca (Tracklist)                                   | 17             | [ 121 ]   |
| Elveția (Swiss Hitparade)                               | 85             | [ 122 ]   |
| Europa (European Hot 100 Singles)                       | 30             | [ 123 ]   |
| Germania (Official German Charts)                       | 33             | [ 124 ]   |
| Irlanda (IRMA)                                          | 4              | [ 125 ]   |
| Olanda (Dutch Top 40)                                   | 7              | [ 126 ]   |
| Regatul Unit (OCC)                                      | 3              | [ 127 ]   |
| Spania (PROMUSICAE)                                     | 21             | [ 128 ]   |
| Suedia (Sverigetopplistan)                              | 85             | [ 129 ]   |
| Statele Unite ale Americii (Billboard Hot 100)          | 2              | [ 130 ]   |
| Ungaria (Rádiós Top 40)                                 | 7              | [ 131 ]   |
| 2017                                                    |                |           |
| Statele Unite ale Americii (Hot Dance/Electronic Songs) | 67             | [ 132 ]   |

| Țară (clasament)                               | Poziția maximă | Referință |
| ---------------------------------------------- | -------------- | --------- |
| Australia (ARIA)                               | 12             | [ 133 ]   |
| Regatul Unit (UK Singles Chart)                | 24             | [ 134 ]   |
| Statele Unite ale Americii (Billboard Hot 100) | 34             | [ 135 ]   |

| Țară (clasament)                               | Poziția maximă | Referință |
| ---------------------------------------------- | -------------- | --------- |
| Statele Unite ale Americii (Billboard Hot 100) | 196            | [ 136 ]   |

## Certificări
| \| Țara \| Vânzări/ puncte \| Certificare \| Referințe \| \| ------------------------------------ \| --------------- \| ----------- \| --------- \| \| Australia (ARIA) \| +210.000 \| \| [137] \| \| Belgia (BEA) \| +15.000 \| \| [138] \| \| Canada (Music Canada) \| +240.000 \| \| [31] \| \| Danemarca (IFPI Danemarca) \| +15.000 \| \| [139] \| \| Elveția (IFPI Elveția) \| +60.000 \| \| [140] \| \| Franța \| +56.110 \| \| [141] \| \| Germania (BVMI) \| +150.000 \| \| [142] \| \| Japonia (RIAJ) (Format PC) \| +100.000 \| \| [143] \| \| Japonia (RIAJ) (Descărcare digitală) \| +100.000 \| \| [144] \| \| Noua Zeelandă (RIANZ) \| +15.000 \| \| [35] \| \| Norvegia (IFPI Norvegia) \| +20.000 \| \| [145] \| \| Spania (PROMUSICAE) \| +20.000 \| \| [146] \| \| Suedia (GLF) \| +20.000 \| \| [147] \| \| Regatul Unit (BPI) \| +959.000 \| \| [148][41] \| \| Statele Unite ale Americii (RIAA) \| +7.100.000 \| \| [24][149] \| | Note - reprezintă „triplu disc de platină”; - reprezintă „disc de aur”; - reprezintă „sextuplu disc de platină”; - reprezintă „dublu disc de platină”; - reprezintă „disc de platină”; - reprezintă „octuplu disc de platină”. |             |                |
| Țara | Vânzări/ puncte | Certificare | Referințe      |
| Australia (ARIA) | +210.000 |             | [ 137 ]        |
| Belgia (BEA) | +15.000 |             | [ 138 ]        |
| Canada (Music Canada) | +240.000 |             | [ 31 ]         |
| Danemarca (IFPI Danemarca) | +15.000 |             | [ 139 ]        |
| Elveția (IFPI Elveția) | +60.000 |             | [ 140 ]        |
| Franța | +56.110 |             | [ 141 ]        |
| Germania (BVMI) | +150.000 |             | [ 142 ]        |
| Japonia (RIAJ) (Format PC) | +100.000 |             | [ 143 ]        |
| Japonia (RIAJ) (Descărcare digitală) | +100.000 |             | [ 144 ]        |
| Noua Zeelandă (RIANZ) | +15.000 |             | [ 35 ]         |
| Norvegia (IFPI Norvegia) | +20.000 |             | [ 145 ]        |
| Spania (PROMUSICAE) | +20.000 |             | [ 146 ]        |
| Suedia (GLF) | +20.000 |             | [ 147 ]        |
| Regatul Unit (BPI) | +959.000 |             | [ 148 ] [ 41 ] |
| Statele Unite ale Americii (RIAA) | +7.100.000 |             | [ 24 ] [ 149 ] |

## Datele lansărilor
| Țară                       | Dată              | Format                                  |
| -------------------------- | ----------------- | --------------------------------------- |
| Statele Unite ale Americii | 8 aprilie 2008    | CD single                               |
| Canada                     | 17 iunie 2008     | CD single                               |
| Franța                     | 13 iunie 2008     | Remixes EP – Descărcare digitală        |
| Canada                     | 25 noiembrie 2008 | Remixes EP – Descărcare digitală        |
| Statele Unite ale Americii | 4 noiembrie 2008  | Remixes Part 2 EP – Descărcare digitală |
| Canada                     | 4 noiembrie 2008  | Remixes Part 2 EP – Descărcare digitală |
| Regatul Unit               | 24 decembrie 2008 | CD single, 7"                           |
| Statele Unite ale Americii | 6 ianuarie 2009   | 7"                                      |